# Сколіти
Сколіти (пол. Skolity) — село в Польщі, у гміні Свьонтки Ольштинського повіту Вармінсько-Мазурського воєводства.
Населення — 320 осіб (2011).
У 1975-1998 роках село належало до Ольштинського воєводства.

## Демографія
Демографічна структура станом на 31 березня 2011 року:
|          | Загалом | Допрацездатний вік | Працездатний вік | Постпрацездатний вік |
| -------- | ------- | ------------------ | ---------------- | -------------------- |
| Чоловіки | 168     | 42                 | 111              | 15                   |
| Жінки    | 152     | 34                 | 88               | 30                   |
| Разом    | 320     | 76                 | 199              | 45                   |